# Arrondissement Namur
Arrondissement Namur (francouzsky: Arrondissement de Namur; nizozemsky: Arrondissement Namen) je jeden ze tří arrondissementů (okresů) v provincii Namur v Belgii.
Jedná se o politický a zároveň soudní okres.

## Obyvatelstvo
Počet obyvatel k 1. lednu 2017 činil 110 335 obyvatel. Rozloha okresu činí 1 164,85 km².

## Obce
Okres Namur sestává z těchto obcí:
- Andenne
- Assesse
- Éghezée
- Fernelmont
- Floreffe
- Fosses-la-Ville
- Gembloux
- Gesves
- Jemeppe-sur-Sambre
- La Bruyère
- Mettet
- Namur
- Ohey
- Profondeville
- Sambreville
- Sombreffe